# Hans Lewy
Hans Lewi (Breslavia, 20 ottobre 1904 – Berkeley, 23 agosto 1988) è stato un matematico tedesco, conosciuto per il suo lavoro sulle equazioni differenziali a derivate parziali e vincitore del premio Wolf per la matematica nel 1984.